# Еритрулоза
D-Еритрулоза е тетроза - монозахарид с химична формула C4H8O4. Има кето-група, което го прави част от кетозното семейство. Широко се употребява в козметиката при автобронзантните продукти, обикновено в комбинация дихидроксиацетон (ДХА).
Еритрулозата е природна кетотетроза, която реагира с аминокиселините от кератина - протеин участваш в изграждането на кожата. Тази нетоксична реакция води до временен ефект подобен на меланирането на кожа, изложена на слънчево действие. По същество това не е оцветяване или пигментиране. Реакцията наподобява тази при обелена ябълка, потъмняваща оставена на действието на кислорода от въздуха.